# Antonio Buero Vallejo
Antonio Buero Vallejo (n. 29 septembrie 1916, Guadalajara, Castilia-La Mancha, Spania – d. 29 aprilie 2000, Madrid, Spania) a fost un dramaturg spaniol.

## Opera
- 1949: Povestea unei scări ("Historia de una escalera");
- 1950: În întunericul arzător ("En la ardiente oscuridad");
- 1952: Semnalul așteptat ("La señal que se espera");
- 1954: Irene sau tezaurul ("Irene o el tesoro");
- 1967: Luminatorul ("El tragaluz");
- 1968: Povestea dublului caz al doctorului Valmy ("La doble historia del doctor Valmy");
- 1970: Somnul rațiunii ("El sueño de la razón");
- 1979: Judecători în noapte ("Jueces en la noche");
- 1984: Dialog secret ("Diálogo secreto");
- 1999: Misiune în satul pustiu ("Misión al pueblo desierto").